# Mexcala monstrata
Mexcala monstrata là một loài nhện trong họ Salticidae.
Loài này thuộc chi Mexcala. Mexcala monstrata được Wanda Wesołowska & Antonius van Harten miêu tả năm 1994.